# 屋代町
屋代町（やしろまち）は、長野県埴科郡にあった町。現在の千曲市東部にあたる。本項では第2次屋代町の発足時の名称である埴科屋代町（はにしなやしろまち）についても述べる。

## 地理
- 山：一重山、薬師山、有明山、五里ヶ峯、鏡台山、大峯山
- 河川：千曲川

## 歴史
- 1889年（明治22年）4月1日 - 町村制の施行により、屋代町・粟佐村の区域をもって屋代町（第1次）が発足。
- 1926年（大正15年）7月18日 - 警廃事件発生。警察署の統廃合に反対する町民が長野市に押しかけ、他地域の住民とともに県知事公舎・警察部長官舎等への襲撃を行った[1]。
- 1947年（昭和22年）10月12日 - 昭和天皇が行幸（昭和天皇の戦後巡幸）。屋代小学校に奉迎場を設けて天皇を迎える[2][3]。
- 1955年（昭和30年）
  - 4月1日 - 雨宮県村・森村と合併して埴科屋代町が発足。
  - 6月1日 - 埴科屋代町が改称して屋代町（第2次）となる。
- 1956年（昭和31年）9月30日 - 倉科村を編入。
- 1959年（昭和34年）6月1日 - 埴生町・更級郡稲荷山町・八幡村と合併して更埴市が発足。同日屋代町廃止。

江戸時代には北国街道の矢代宿が置かれていたが、明治維新後に松代藩が廃藩になると、松代に代わって屋代が埴科郡の中心地として栄えるようになり、郡役所や旧制屋代中学が設置された。

## 交通

### 鉄道路線
- 長野電鉄
  - 河東線
    - 東屋代駅 - 雨宮駅

長野電鉄河東線および日本国有鉄道信越本線（現・しなの鉄道線）の屋代駅は隣接する埴生町に所在した。また、現在は旧町域にしなの鉄道線の屋代高校前駅が所在するが、当時は未開業。

### 道路
- 国道18号
- 谷街道（現・国道403号）

現在は旧町域に長野自動車道の更埴インターチェンジ、上信越自動車道・長野自動車道の更埴ジャンクションが所在するが、当時は未開通。